# Ligne Fujikyuko
La ligne Fujikyuko (富士急行線, Fujikyūkō-sen) est une ligne ferroviaire exploitée par la compagnie Fujikyu Railway dans la préfecture de Yamanashi au Japon. Elle relie la gare d'Ōtsuki à Ōtsuki à la gare de Kawaguchiko à Fujikawaguchiko.

## Histoire
La ligne ouvre en 1900 entre Tsurushi et Shimoyoshida comme ligne de tramway hippomobile. Une autre ligne de tramway hippomobile ouvre en 1903 entre Ōtsuki et Kasei, la première ligne étant prolongée à Kasei la même année. En 1921, les lignes fusionnent et sont électrifiées.
L'actuelle compagnie Fuji Kyuko reprend la ligne en 1926, la convertit à l'écartement 1 067 mm et la prolonge jusqu'à Fujiyoshida en 1929. La ligne atteint Kawaguchiko en 1950, son terminus actuel.
En avril 2022, la ligne est transférée à la Fujikyu Railway, une filiale de Fuji Kyuko créée l'année précédente.

## Caractéristiques

### Ligne
- Longueur : 26,6 km
- Ecartement : 1 067 mm
- Nombre de voies : Voie unique
- altitude minimale : 358 m (Ōtsuki)
- altitude maximale : 857 m (Kawaguchiko)

La portion entre Ōtsuki et Mont Fuji est également appelée ligne Ōtsuki, et la portion entre Mont Fuji et Kawaguchiko, ligne Kawaguchiko. Les trains doivent effectuer un rebroussement à la gare de Mont Fuji.

### Services et interconnexion
La ligne est parcourue par des trains omnibus, rapides et express. À Ōtsuki, certains trains continuent sur la ligne Chūō jusqu'à Takao, Shinjuku et Tokyo.

### Liste des gares

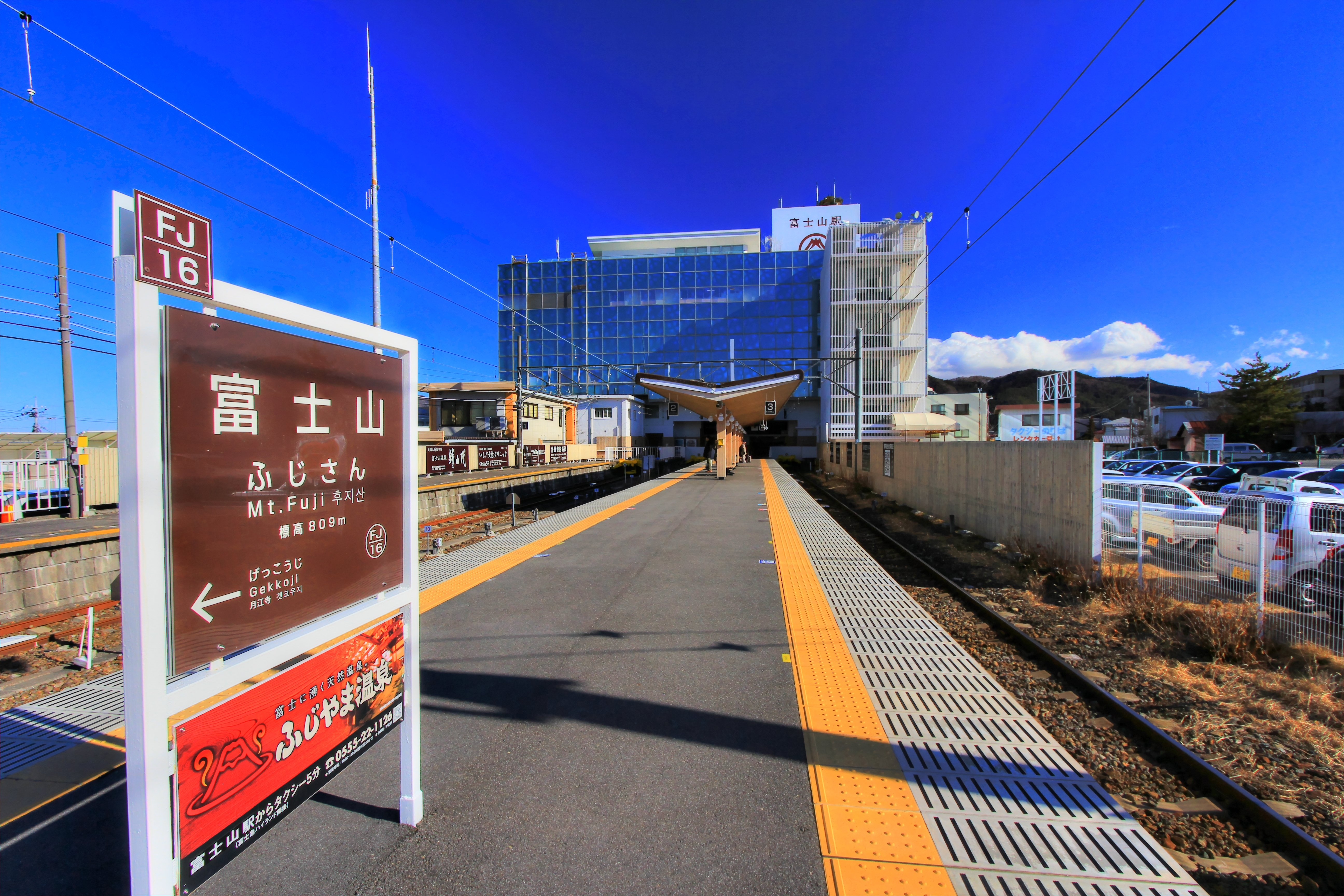
La ligne à la gare de Mont Fuji.

| Numéro | Gare                 | Nom japonais     | Distance (km) | Correspondances                 | Localisation    |
| ------ | -------------------- | ---------------- | ------------- | ------------------------------- | --------------- |
| FJ01   | Ōtsuki               | 大月             | 0             | JR East : Chūō (interconnexion) | Ōtsuki          |
| FJ02   | Kamiōtsuki           | 上大月           | 0,6           |                                 | Ōtsuki          |
| FJ03   | Tanokura             | 田野倉           | 2,4           |                                 | Tsuru           |
| FJ04   | Kasei                | 禾生             | 5,6           |                                 | Tsuru           |
| FJ05   | Akasaka              | 赤坂             | 7,1           |                                 | Tsuru           |
| FJ06   | Tsurushi             | 都留市           | 8,6           |                                 | Tsuru           |
| FJ07   | Yamuramachi          | 谷村町           | 9,4           |                                 | Tsuru           |
| FJ08   | Tsurubunkadaigakumae | 都留文科大学前   | 10,6          |                                 | Tsuru           |
| FJ09   | Tōkaichiba           | 十日市場         | 11,5          |                                 | Tsuru           |
| FJ10   | Higashikatsura       | 東桂             | 13,1          |                                 | Tsuru           |
| FJ11   | Mitsutōge            | 三つ峠           | 15,8          |                                 | Nishikatsura    |
| FJ12   | Kotobuki             | 寿               | 18,8          |                                 | Fujiyoshida     |
| FJ13   | Yoshiikeonsenmae     | 葭池温泉前       | 20,2          |                                 | Fujiyoshida     |
| FJ14   | Shimoyoshida         | 下吉田           | 21,1          |                                 | Fujiyoshida     |
| FJ15   | Gekkōji              | 月江寺           | 21,9          |                                 | Fujiyoshida     |
| FJ16   | Mont Fuji            | 富士山           | 23,6          |                                 | Fujiyoshida     |
| FJ17   | Fujikyu-Highland     | 富士急ハイランド | 25,0          |                                 | Fujikawaguchiko |
| FJ18   | Kawaguchiko          | 河口湖           | 26,6          |                                 | Fujikawaguchiko |

## Matériel roulant

### Fujikyu

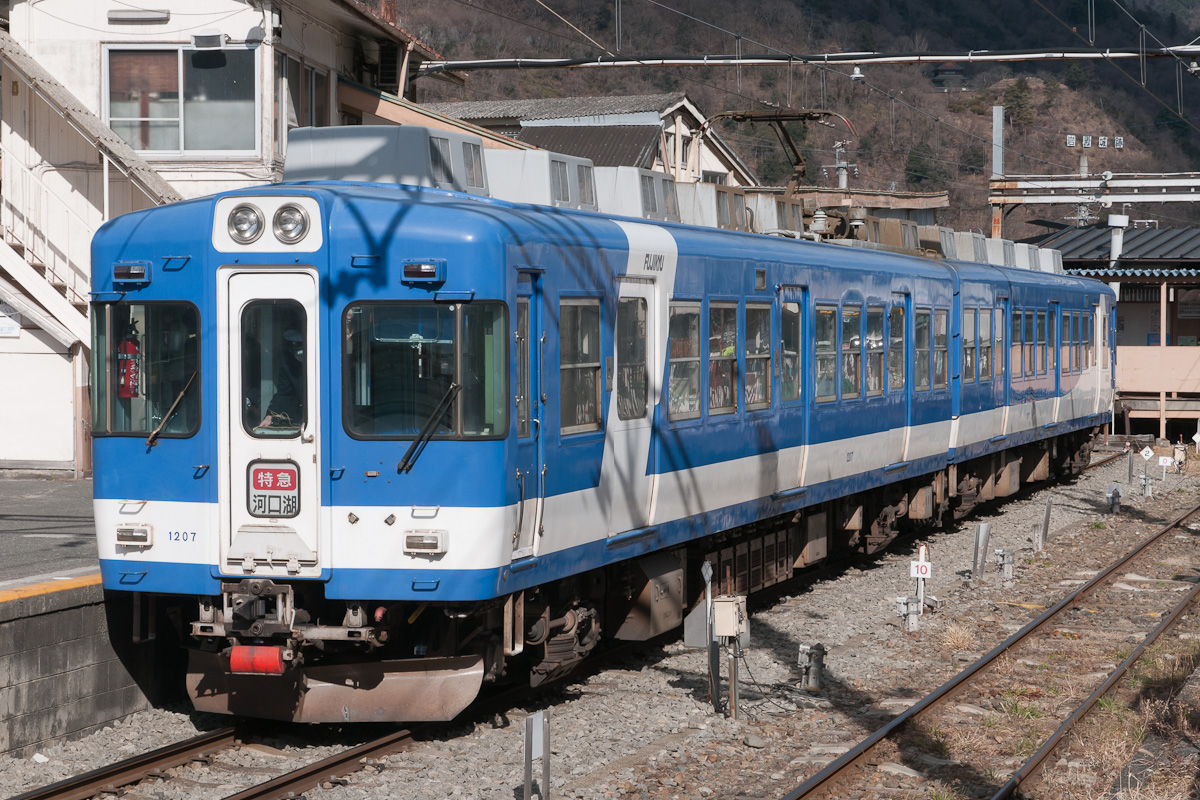
Fujikyu série 1000
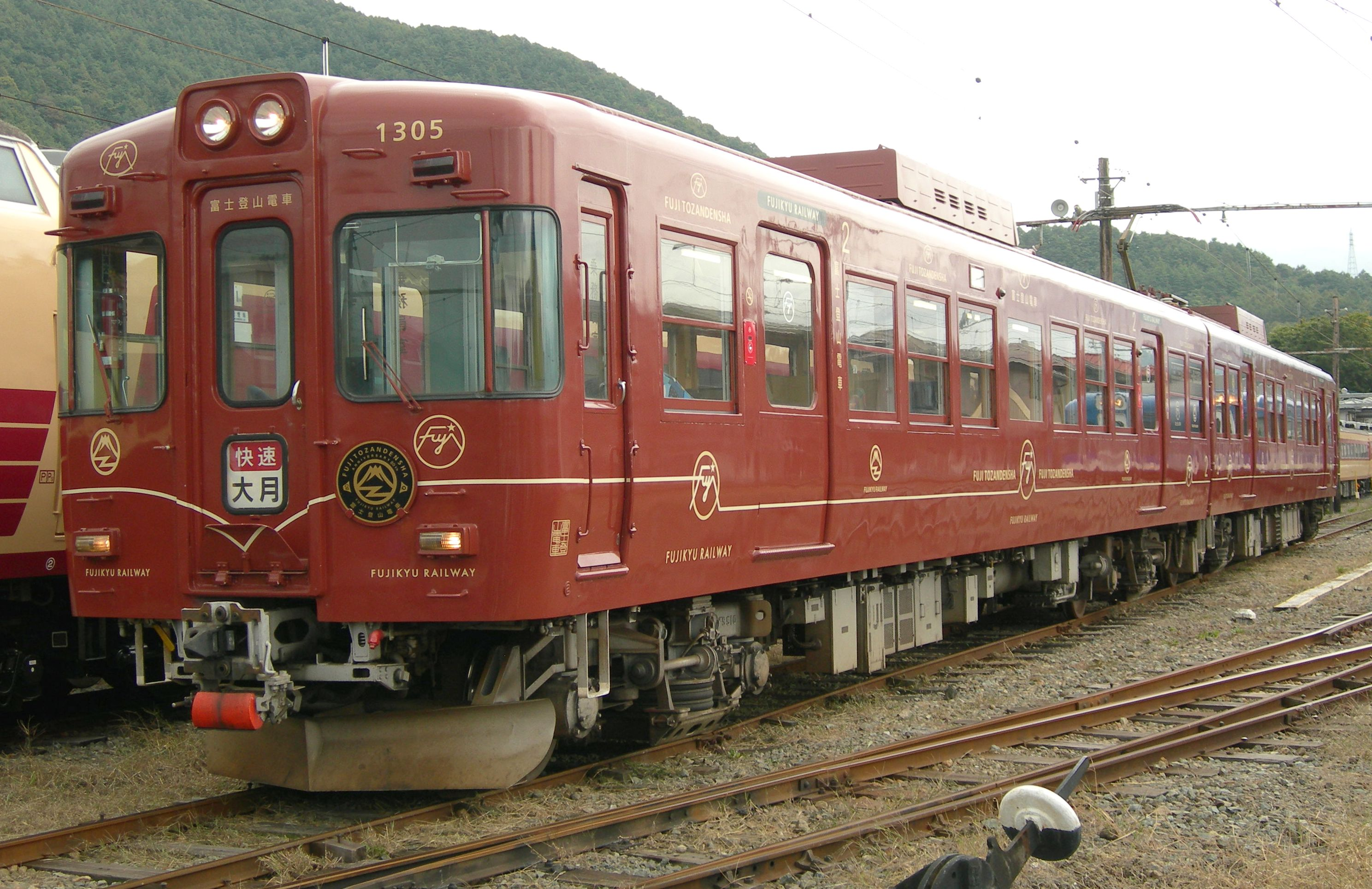
Fujikyu série 1200 Fuji Tozan
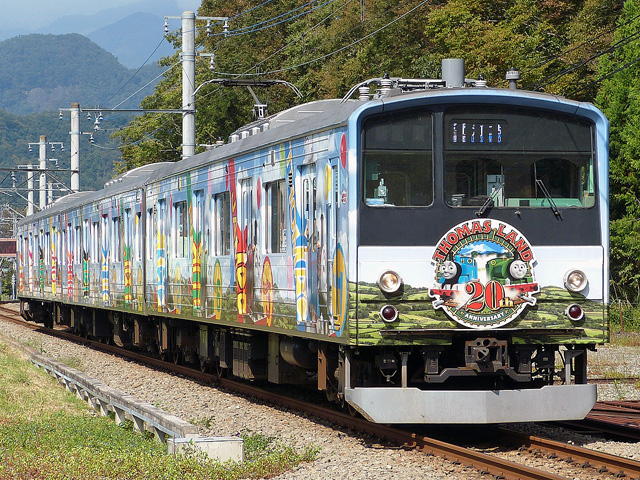
Fujikyu série 6000
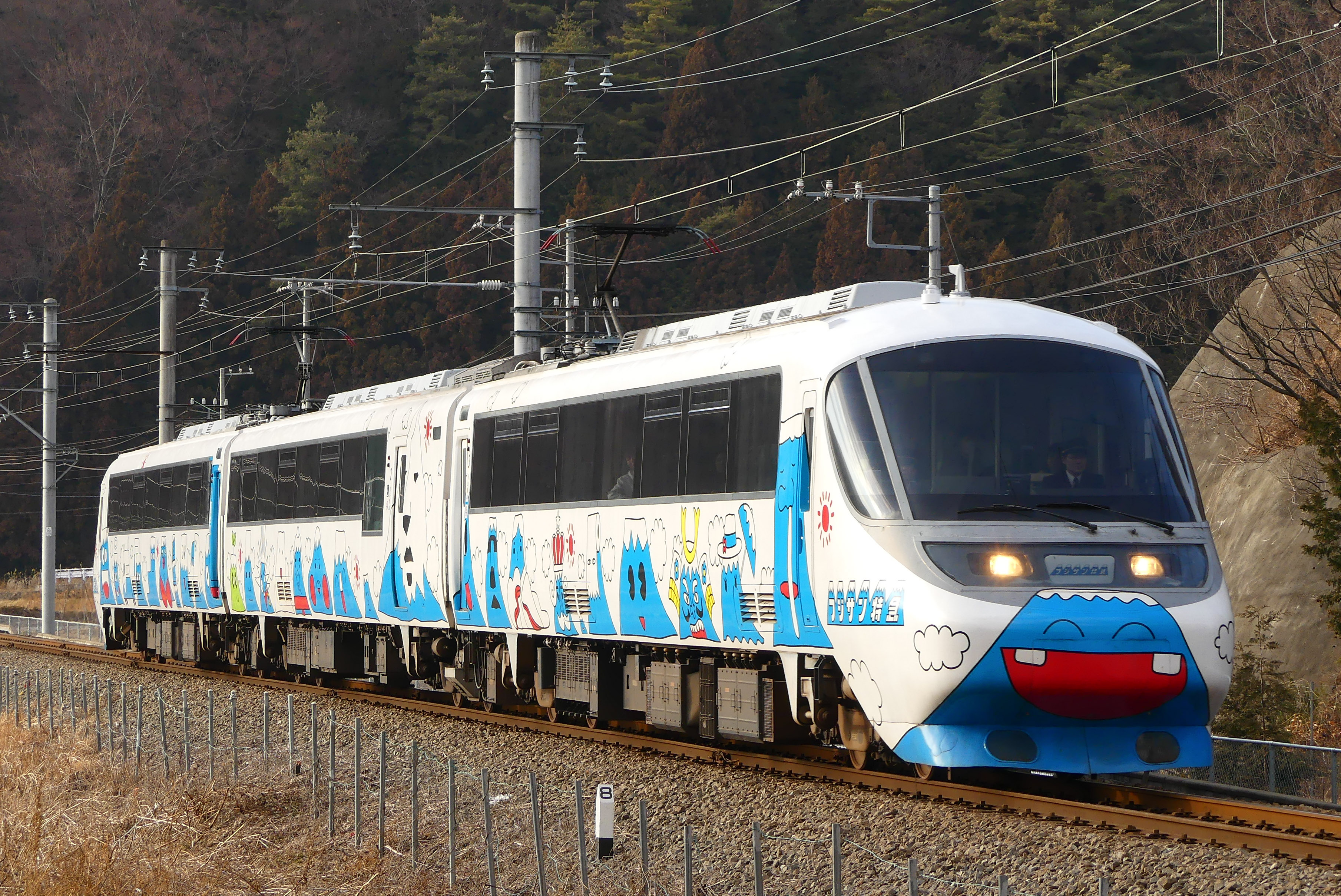
Fujikyu série 8000 (Services Fujisan Express)
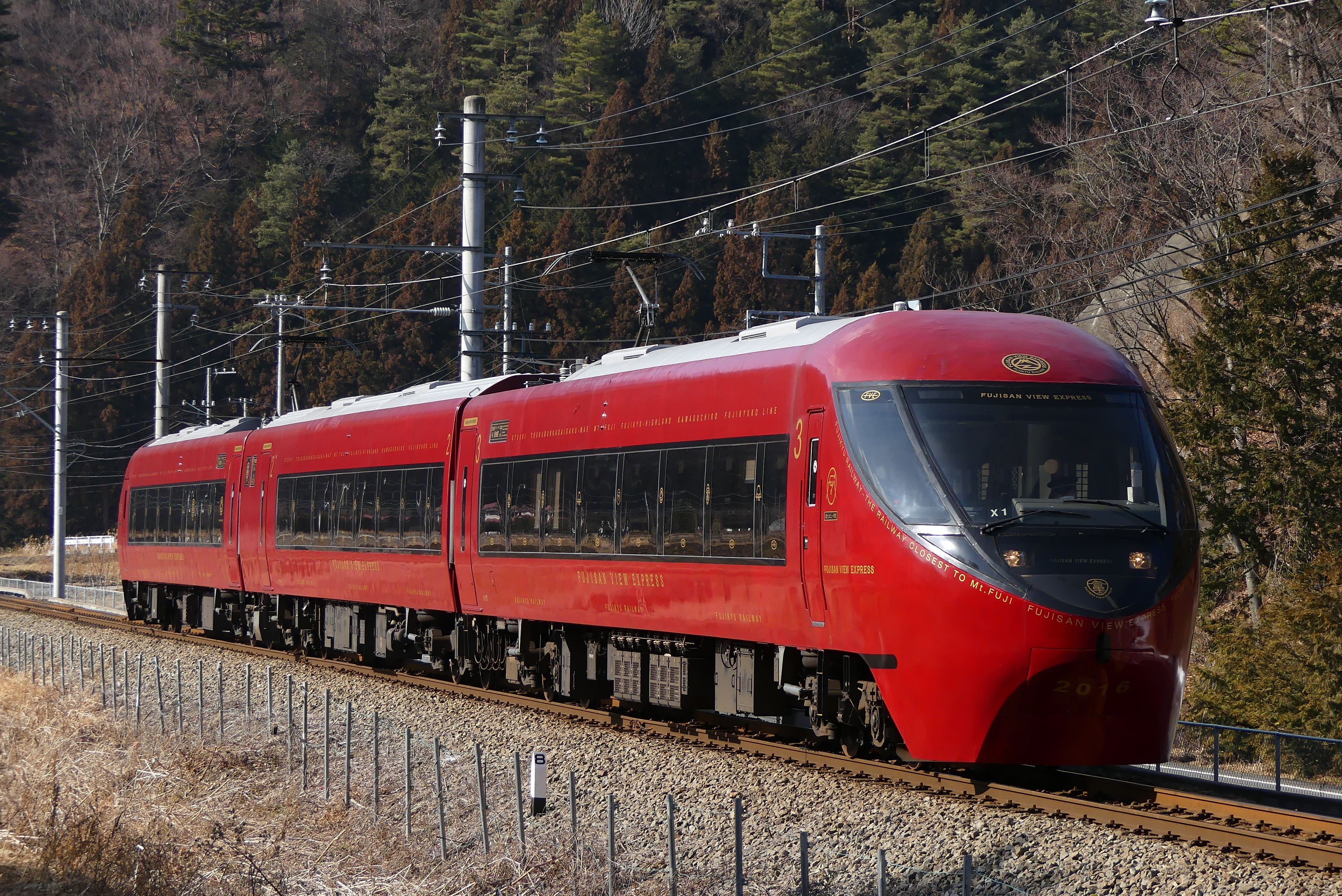
Fujikyu série 8500 (Services Fujisan View Express)

### JR East

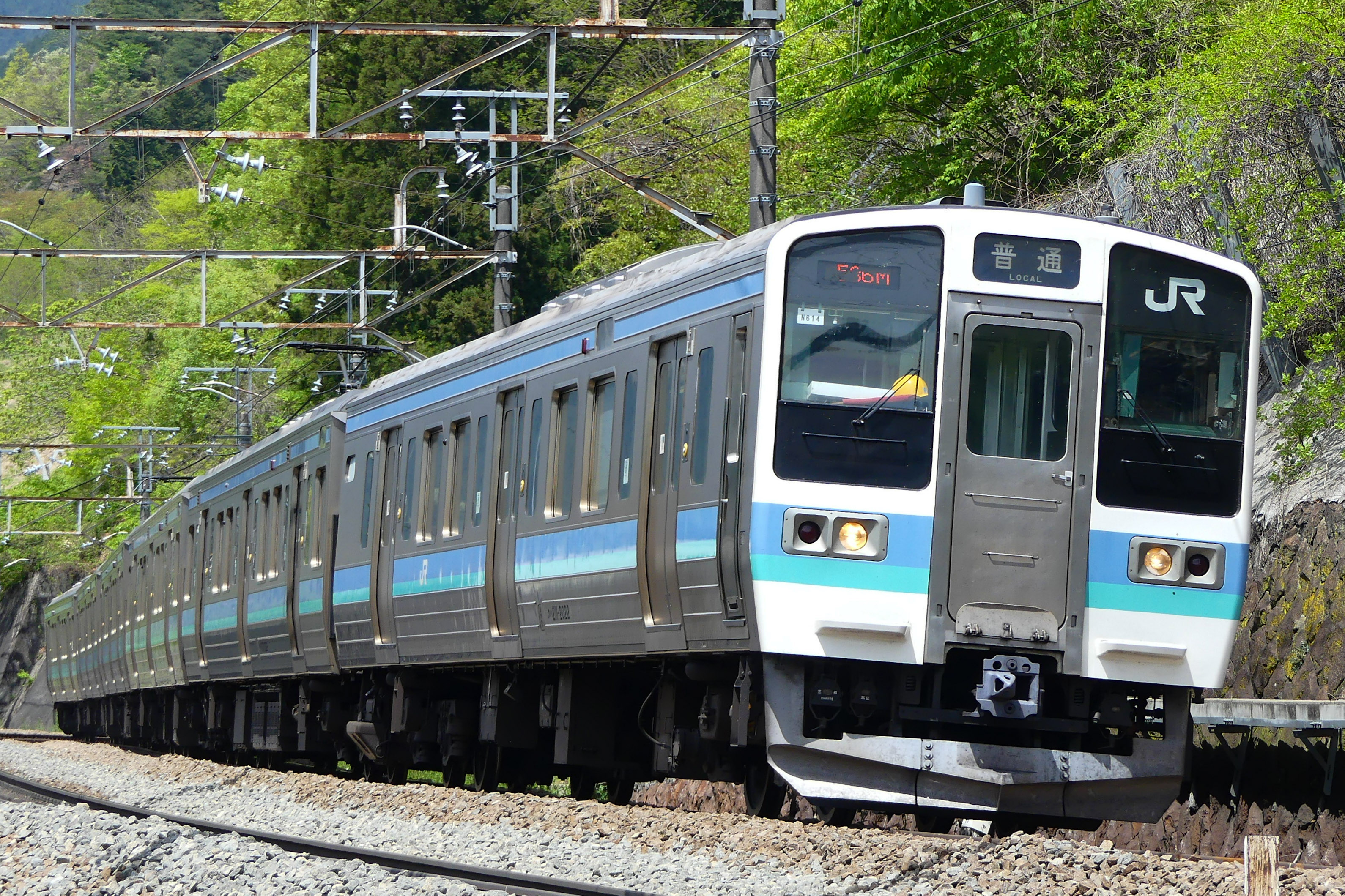
JR East série 211
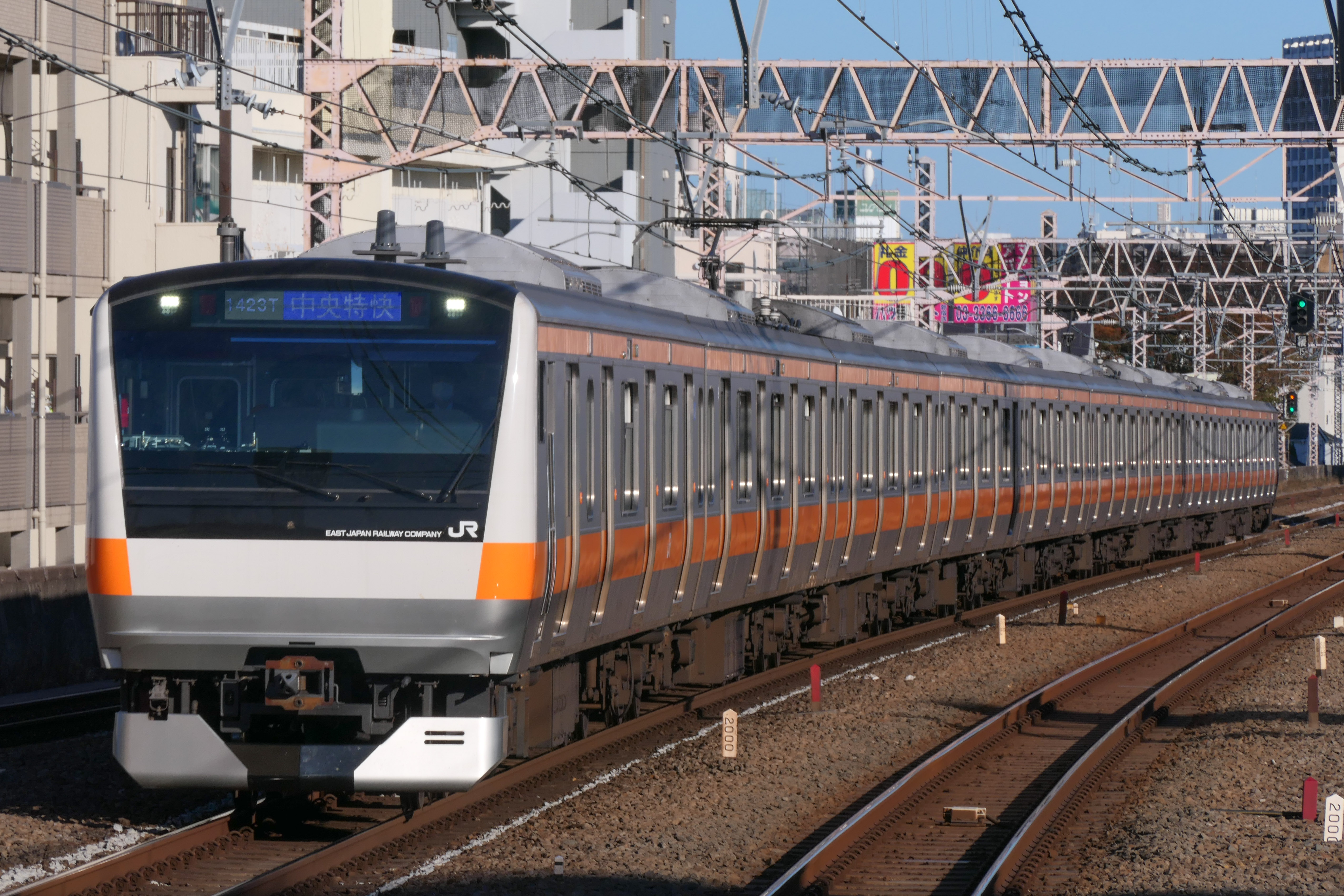
JR East série E233
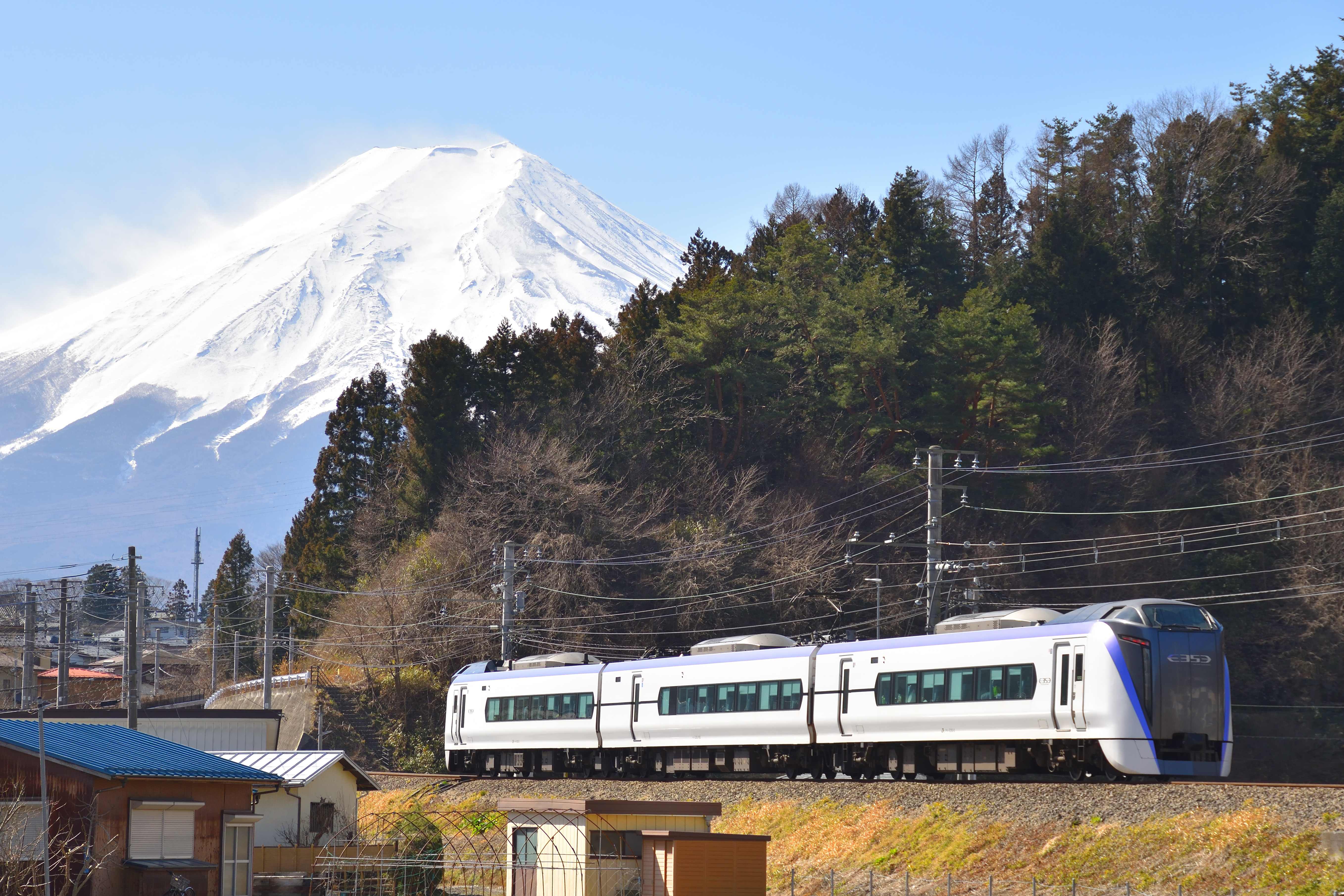
JR East série E353 (Services Fuji Excursion)